# Salomea (błogosławiona)
Salomea (również Salomea Piastówna; ur. w 1211 lub 1212 w Krakowie, zm. 17 listopada 1268 w Skale) – polska księżniczka, księżna halicka, zakonnica w Zakonie Świętej Klary (klarysek), dziewica, pierwsza klaryska polskiej gałęzi tego zakonu oraz błogosławiona Kościoła katolickiego.

## Źródła historyczne
Głównym źródłem historycznym jest jej Żywot (łac. Vita sanctae Salomeae Reginae Haliciensis auctore Stanislao Franciscano) autorstwa franciszkańskiego teologa br. Stanisława z XIII wieku, spisany około 1401 będący podstawą jej przyszłego procesu beatyfikacyjnego. Mówią o niej również inne przekazy średniowieczne: Kronika Mierzwy, Kronika wielkopolska czy Roczniki Małopolskie.

## Życiorys

### Okres dzieciństwa i młodości
Salomea urodziła się w 1211 lub 1212 na Wawelu w Krakowie, jako córka księcia małopolskiego Leszka Białego (syna Kazimierza II Sprawiedliwego) z dynastii Piastów i księżniczki Grzymisławy, córki księcia łuckiego Ingwara Jarosławicza. Według źródeł genealogicznych protoplastą jej rodu był Piast, a następnie: Siemowit → Lestek → Siemomysł → Mieszko I → Bolesław I Chrobry → Mieszko II Lambert → Kazimierz I Odnowiciel. Została ochrzczona przez biskupa krakowskiego Wincentego Kadłubka, słynnego kronikarza dziejów Polski.
Jej losy stały się zależne od polityki prowadzonej przez ojca. Groźba najazdu węgierskiego stała się powodem zawarcia jesienią 1214 traktatu pomiędzy Leszkiem a królem węgierskim Andrzejem II na Spiszu, na mocy którego miało być utworzone królestwo halickie, na czele którego miał zasiadać syn króla Koloman i poślubiona przez niego córka Leszka Białego, Salomea. Początkowo rodzice jej zamierzali przeznaczyć ją do życia konsekrowanego (na zakonnicę), ale pod wpływem sytuacji politycznej i być może wpływu – jak przypuszczają historycy – możnowładców zmienili zdanie. Po zawarciu układu spiskiego Andrzej II zwrócił się do papieża Innocentego III z prośbą o upoważnienie biskupa ostrzyhomskiego Johanesa von Merana do koronowania Kolomana na króla halickiego, który wyraził zgodę i w połowie 1215 nastąpiła jego koronacja. Na skutek braku współdziałania militarnego Leszka i Andrzeja II w 1215 doszło jednak do zerwania tego układu. Prowadzone później zatargi militarne przez Leszka i sytuacja polityczna były powodem powrotu do koncepcji jego układu z Andrzejem II. Kolejne takie porozumienie zawarto najprawdopodobniej w latach 1218–1219, którego potwierdzeniem miało być przybycie małoletniej Salomei na Węgry oraz jej zaręczyny, a następnie zawarcie małżeństwa z Kolomanem.
Koalicja wojsk polskich i węgierskich doprowadziła wkrótce do wyparcia wojsk ruskich i zdobycia Halicza oraz przybycia tam pod koniec października 1219, 11-letniego Kolomana i zaręczonej z nim małoletniej Salomei. Dwa lata później (1221) młoda para zmuszona była do opuszczenia Halicza wskutek kontrataku wojsk ruskich. Schronili się oni wówczas do halickiej, warownej cerkwi Maryi Panny, poddając się po kilku dniach księciu nowogrodzkiemu Mścisławowi II, który wziął ich do niewoli na zamek najprawdopodobniej do Torczeska. W wyniku prowadzonych rozmów pomiędzy Andrzejem II i Mścisławem doszło do porozumienia z końcem października 1221, w wyniku którego młoda para została uwolniona, rezygnując zarazem z tronu halickiego; po opuszczeniu Halicza oboje udali się na dwór węgierski. Około roku 1225 Salomea osiągnęła stosowny wiek do uroczystego potwierdzenia związku małżeńskiego. Przy potwierdzeniu małżeństwa zawarto jednocześnie porozumienie odnośnie do jej ślubu czystości, który był gwarantem jej dziewictwa.
Z przekazów źródłowych wynika, że prowadziła ona wówczas życie pełne umartwień, poświęcone rozmyślaniu, modlitwie, nocnym czuwaniom i praktykom postnym. Zaczęła nosić na sobie włosiennicę, w celu praktyk pokutnych. W 1226 starzejący się król Węgier Andrzej II sporządził testament, w którym mianował Kolomana jako rządcę Slawonii, Dalmacji i Kroacji (dzisiejsza Słowenia, Dalmacja i Chorwacja). Młoda para wkrótce na przydzielonych ziemiach prowadziła skuteczną działalność misyjną, sprowadzając tam zgromadzenia zakonne czy budując liczne kościoły.
W 1234, gdy urodziła się jej krewna Kinga, późniejsza święta, Salomea zajęła się jej wychowaniem i formacją duchową. Historycy przypuszczają, że miała ona wpływ na zawarcie małżeństwa Kingi i Bolesława V Wstydliwego, kiedy przybyła z misją do Ostrzyhomia, aby odebrać małoletnią Kingę i przewieźć ją na dwór krakowski.
W wyniku najazdu wojsk tatarskich na Europę w 1241 i bitwy wojsk węgierskich z nimi na równinie Mohi nad rzeką Sajó został ranny od kilku strzał jej mąż Koloman, który w drugiej połowie czerwca 1241 zmarł na skutek odniesionych ran.

### W zakonie sióstr klarysek

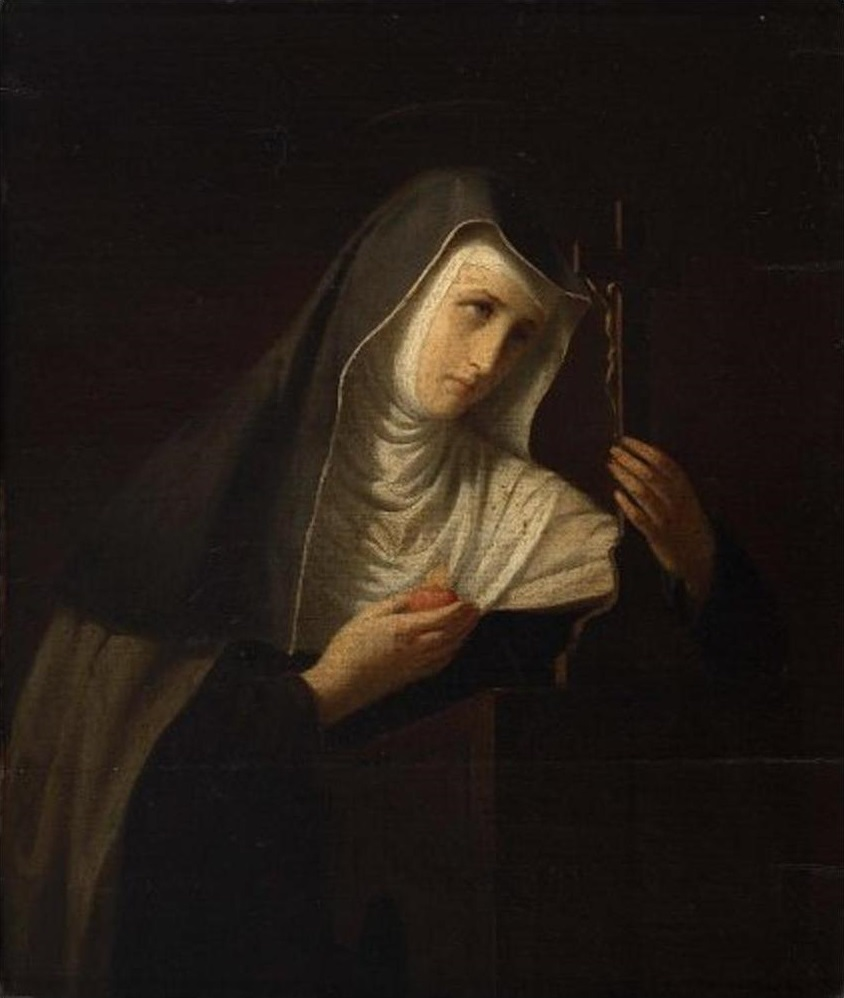
Bł. Salomea
(mal. Maksymilian Piotrowski – 1837)

W maju 1243, będąc wdową, trzydziestoletnia Salomea przybyła do Krakowa, aby poświęcić się tam życiu duchowemu. W 1245 w Sandomierzu podczas I kapituły franciszkanów dokonano uroczystego aktu obłóczyn, na którym otrzymała ona z rąk prowincjała czesko-polskiego o. Rajmunda OFM habit klaryski oraz przyjęła welon, który nałożył jej biskup krakowski Jan Prandota, obierając w ten sposób dalszą drogę życia konsekrowanego. Przypuszcza się, że będąc wcześniej w Slawonii przyjęła ona habit i regułę franciszkańską, zostając tercjarką. Początkowo po obłóczynach przebywała ona najprawdopodobniej na dworze jej brata Bolesława Wstydliwego w Sandomierzu (drugim jego dworze po Krakowie), będąc w pobliżu klasztoru franciszkanów. Wkrótce książę Bolesław ufundował w 1245 klasztor żeński w Zawichoście koło Sandomierza, sprowadzając klaryski z Pragi oraz osadzając tam Salomeę. Ponadto ufundował on 18 kwietnia tegoż roku szpital św. Franciszka w Sandomierzu wraz z przynależnymi włościami i uposażeniami, których nadanie potwierdził papież Aleksander IV bullą z 2 sierpnia 1245. Przywilej fundacyjny został potwierdzony przez Bolesława Wstydliwego 2 marca 1257 w Korczynie.
Z uwagi na potencjalne zagrożenie nieprzyjacielskimi najazdami Tatarów klasztor został wkrótce przeniesiony (najprawdopodobniej w 1259) przez Bolesława w bezpieczniejsze miejsce – do Skały pod Krakowem, zwanej również Kamieniem Panny Maryi, przez wydanie stosownego dokumentu fundacyjnego 3 maja 1259, który potwierdził bullą z 6 sierpnia 1260 papież Aleksander IV. 10 listopada 1267 Salomea dokonała lokacji Skały na prawie średzkim, której sołtysem został Dytmar Wolk.
Latem, 30 sierpnia 1268 w obecności m.in. Bolesława Wstydliwego, biskupa krakowskiego Pawła z Przemankowa spisała w Skale swój testament przekazując na jego mocy wszystkie indywidualne dobra (majątki i ruchomości) na rzecz ksieni i całego konwentu sióstr klarysek, natomiast kosztowności (m.in. krzyże, kielichy, szaty i obrazy) przekazała na rzecz imienniczki, swojej krewnej Salomei OSC, córki księcia mazowieckiego Konrada, która była skalską klaryską. Księgozbiór (m.in. księgi, graduały) ofiarowała pod opiekę swemu lektorowi Borzysławowi. Zmarła wkrótce w klasztorze w Skale 17 listopada tegoż roku (podawana jest też data 3 lub 10 listopada). Ciało zmarłej umieszczono na marach, które przez osiem dni wystawiono w chórze klasztornym, a następnie pochowano je początkowo w klasztornym grobie ziemnym. 22 maja lub 21 czerwca 1269 zwłoki jej zostały uroczyście przeniesione ze Skały do Krakowa (z udziałem m.in. Kingi) i umieszczone w środku kościoła franciszkanów, pod posadzką w specjalnej krypcie.

## Tablica przodków
| Tablica rodowodowa                                             | | | | | | | | |
| Prapradziadkowie                                               | Władysław I Herman, książę Polski (1043–4.06.1102) Judyta Przemyślidka, księżna Polski (1057–25.12.1086)         | Henryk, hrabia Bergu (1073–24.09.1122) Adelajda von Vohburg (1075–1.12.1125)                                     | Luitpold Znojemski, książę znojemski (1072–15.03.1112) Ida Babenberg (1076–1115)                             | Urosz I Wukanowicz, władca Raszki (1072–1162) Anna Diogenissa (1074–1145)                                    | Izjasław II Pantelejmon, wielki książę kijowski (1097–13.11.1154) Agnieszka Liubava, księżniczka niemiecka (1107–1151) | Władysław II Przemyślida, książę i król Czech (1110–18.01.1174) Gertruda Babenberg, księżniczka austriacka (23.02.1119–4.08.1150) | ? | ? |
| Pradziadkowie                                                  | Bolesław III Krzywousty, książę Polski (20.08.1085–28.10.1138) Salomea z Bergu, księżna Polski (1093–27.07.1144) | Bolesław III Krzywousty, książę Polski (20.08.1085–28.10.1138) Salomea z Bergu, księżna Polski (1093–27.07.1144) | Konrad II Znojemski, książę znojemski (1097–1161) Maria serbska, księżniczka serbska (1104–1189)             | Konrad II Znojemski, książę znojemski (1097–1161) Maria serbska, księżniczka serbska (1104–1189)             | Jarosław Izjasławicz, książę kijowski (1132–1180) Gertruda, księżniczka czeska (1149–?)                                | Jarosław Izjasławicz, książę kijowski (1132–1180) Gertruda, księżniczka czeska (1149–?)                                           | ? | ? |
| Dziadkowie                                                     | Kazimierz II Sprawiedliwy, książę Polski (1138–5.05.1194) Helena znojemska, księżniczka morawska (1145–1206)     | Kazimierz II Sprawiedliwy, książę Polski (1138–5.05.1194) Helena znojemska, księżniczka morawska (1145–1206)     | Kazimierz II Sprawiedliwy, książę Polski (1138–5.05.1194) Helena znojemska, księżniczka morawska (1145–1206) | Kazimierz II Sprawiedliwy, książę Polski (1138–5.05.1194) Helena znojemska, księżniczka morawska (1145–1206) | Ingwar Jarosławicz, książę drohobuski (1152–1220) ?                                                                    | Ingwar Jarosławicz, książę drohobuski (1152–1220) ?                                                                               | Ingwar Jarosławicz, książę drohobuski (1152–1220) ?                                                      | Ingwar Jarosławicz, książę drohobuski (1152–1220) ?                                                      |
| Rodzice                                                        | Leszek Biały, książę Polski (1184–24.11.1227) Grzymisława Rurykowicz, księżna krakowska (1195–8.11.1258)         | Leszek Biały, książę Polski (1184–24.11.1227) Grzymisława Rurykowicz, księżna krakowska (1195–8.11.1258)         | Leszek Biały, książę Polski (1184–24.11.1227) Grzymisława Rurykowicz, księżna krakowska (1195–8.11.1258)     | Leszek Biały, książę Polski (1184–24.11.1227) Grzymisława Rurykowicz, księżna krakowska (1195–8.11.1258)     | Leszek Biały, książę Polski (1184–24.11.1227) Grzymisława Rurykowicz, księżna krakowska (1195–8.11.1258)               | Leszek Biały, książę Polski (1184–24.11.1227) Grzymisława Rurykowicz, księżna krakowska (1195–8.11.1258)                          | Leszek Biały, książę Polski (1184–24.11.1227) Grzymisława Rurykowicz, księżna krakowska (1195–8.11.1258) | Leszek Biały, książę Polski (1184–24.11.1227) Grzymisława Rurykowicz, księżna krakowska (1195–8.11.1258) |
| Salomea Piastówna, księżna halicka, klaryska (1212–17.11.1268) | | | | | | | | |

## Proces beatyfikacyjny

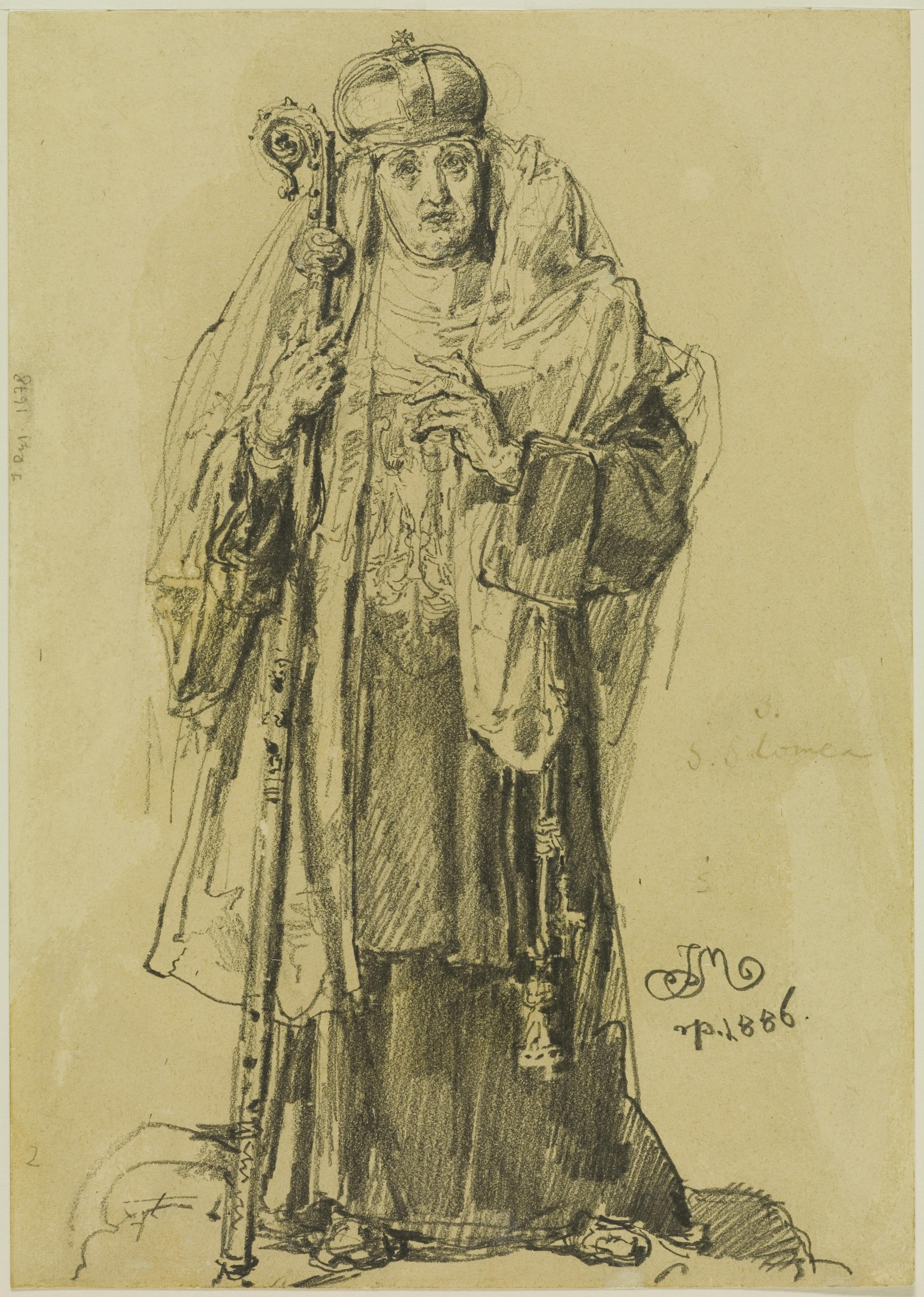
Bł. Salomea według Jana Matejki (1886)

Początkowo jej kult pielęgnowano u grobu w kościele franciszkanów, do którego pielgrzymowano, a następnie cześć odbierała również w pobliskim kościele św. Andrzeja, do którego około 1318 przeniosły się siostry klaryski. W podzięce za otrzymane łaski przez pątników za jej przyczyną składano u jej grobu liczne wota, a następnie zaczęto te łaski spisywać, z myślą o wyniesieniu jej w przyszłości na ołtarze. W 1340 dokonano otwarcia jej grobowca, rozdzielając jej szczątki do dwóch trumien. W jednej, drewnianej złożono czaszkę i kości do pasa włącznie, natomiast kości miednicy oraz nóg przełożono do drugiej ołowianej trumny, po czym złożono je obie w jednym grobowcu. W drugiej połowie XVI wieku nad grobowcem wybudowano ołtarz z jej wizerunkiem oraz baldachimem.
Z inicjatywy ojców franciszkanów oraz sióstr klarysek podjęto starania w celu rozpoczęcia procesu jej beatyfikacji, będącego następstwem cudów i łask dokonanych za jej wstawiennictwem. 6 marca 1630 dokonano ponownego otwarcia jej grobowca przy udziale specjalnie powołanej komisji, z myślą o przeniesieniu jej szczątków na inne miejsce w kościele. Szczątki z obu trumien połączono, składając je w nowej ołowianej trumience, wyodrębniając jednocześnie dwie cząstki (małe fragmenty ręki i nogi) dla klasztoru klarysek krakowskich. Trumienkę następnie złożono w przeznaczonej specjalnej kaplicy kościelnej Cechu Cieśli, usytuowanej w kącie północnego ramienia transeptu od ul. Brackiej, zwaną odtąd kaplicą Salomei. Kaplice tę następnie odrestaurowano, w ołtarzu marmurowym fundacji Zborowskich umieszczono jej wizerunek ofiarowany przez abp. Henryka Firleja. W kaplicy tej złożono również szczątki jej brata Bolesława Wstydliwego.
W oparciu o upoważnienie Kongregacji ds. Obrzędów z Rzymu, biskup krakowski Piotr Gembicki dekretem z 6 września 1650 powołał trybunał dla przeprowadzenia procesu informacyjnego w następującym składzie:
- bp dr Mikołaj Oborski – przewodniczący trybunału, sufragan krakowski
- ks. dr M. A. Rudzki – protonotariusz apostolski, prepozyt kolegiaty wieluńskiej, profesor seminarium katedralnego
- ks. Jan Romiszewski – scholastyk krakowski, prepozyt łętowski, profesor kolegium św. Floriana w Krakowie, sekretarz królewski
- ks. dr J. Speroniusz – profesor Akademii Krakowskiej, kanonik kolegiaty św. Floriana w Krakowie
- o. dr Jacek Liberiusz CRL – prepozyt Kanoników Regularnych klasztoru Bożego Ciała w Krakowie
- o. dr Franciszek Marcinkowski OFMConv. – reprezentant polskiej prowincji franciszkanów i sióstr klarysek, prokurator procesu
- dr J. Smoleński – protokolant, notariusz Stolicy Apostolskiej
- W. Gniewisz – relator
- A. Razowski – relator
- S. Stankiewicz – woźny
- K. Kozanecki – woźny

W okresie od 9 grudnia 1650 do 8 lutego 1651 trybunał przesłuchał w Krakowie i Skale 43 świadków, zeznających w sprawie jej kultu i doznanych łask za jej przyczyną. 12 kwietnia 1651 proces informacyjny został zamknięty przez bp. Piotra Gembickiego, a akta zostały przekazane Stolicy Apostolskiej, celem dalszego postępowania. W wyniku stwierdzonych niejasności w dokumentacji i niedokładności proces nie został zakończony pomyślnie, a wniosek oddalono. W 1660 król Jan Kazimierz i jego żona Ludwika Maria Gonzaga wraz z biskupami zwrócili, się z prośbą do papieża Aleksandra VII o wznowienie procesu jej beatyfikacji, który następnie zlecił 2 lipca tegoż roku Kongregacji ds. Obrzędów wznowienie postępowania. Kongregacja ta 13 grudnia 1660 zleciła bp. Andrzejowi Trzebickiemu powołanie trybunału, celem przeprowadzenia nowego procesu informacyjnego. Trybunał procesowy został utworzony przez bp. Trzebickiego 9 lipca 1663 w następującym składzie:
- bp dr Mikołaj Oborski – przewodniczący trybunału, sufragan krakowski
- ks. dr Jan Chryzostom Bodzenta – protonotariusz apostolski
- ks. dr Paweł Sarnowski
- ks. dr Andrzej Kucharski – profesor Akademii Krakowskiej
- o. dr Franciszek Marcinkowski OFMConv. – prokurator procesu
- ks. dr Mateusz Kazimierz Ostrowski – notariusz apostolski, subpromotor procesu
- Jakub Andrzej Pawłowski – protokolant, notariusz apostolski
- J. Skierczyński – notariusz apostolski
- o. Albert Wielecki OFMConv. – woźny
- o. Jan Stawicki OFMConv. – woźny

W okresie od 26 listopada 1663 do 26 listopada 1664 trybunał przesłuchał 42 świadków w Krakowie i Skale, w tym m.in. abp. lwowskiego Jana Tarnowskiego. 7 marca 1665 drugi proces informacyjny został zamknięty w kaplicy kolegiaty Wszystkich Świętych w Krakowie podczas uroczystości 11 marca tegoż roku, po czym akta zostały 15 grudnia 1665 przekazane do Stolicy Apostolskiej. 6 maja 1673 Kongregacja po wnikliwej analizie dokumentacji przekazała sprawę papieżowi Klemensowi X do rozstrzygnięcia, który 17 maja tegoż roku zatwierdził kult Służebnicy Bożej s. Salomei, ogłaszając ją w ten sposób błogosławioną. Fakt ten potwierdziła dekretem Kongregacja ds. Obrzędów 16 września 1673. Brewe papieża (łac. Apostolicae servitutis officium) ogłaszającą ją błogosławioną nosi datę 18 grudnia 1673. Ponadto papież zezwolił na odprawienie ku jej czci 17 listopada mszy świętej i oficjum o świętych dziewicach według brewiarza i Mszału Rzymskiego. Uroczystości pobeatyfikacyjne odbyły się w Krakowie 16 listopada 1673 procesją z jej relikwiami z kościoła klarysek pw. św. Andrzeja do kościoła franciszkanów z udziałem bp. Mikołaja Oborskiego przy licznym udziale duchowieństwa i wiernych.

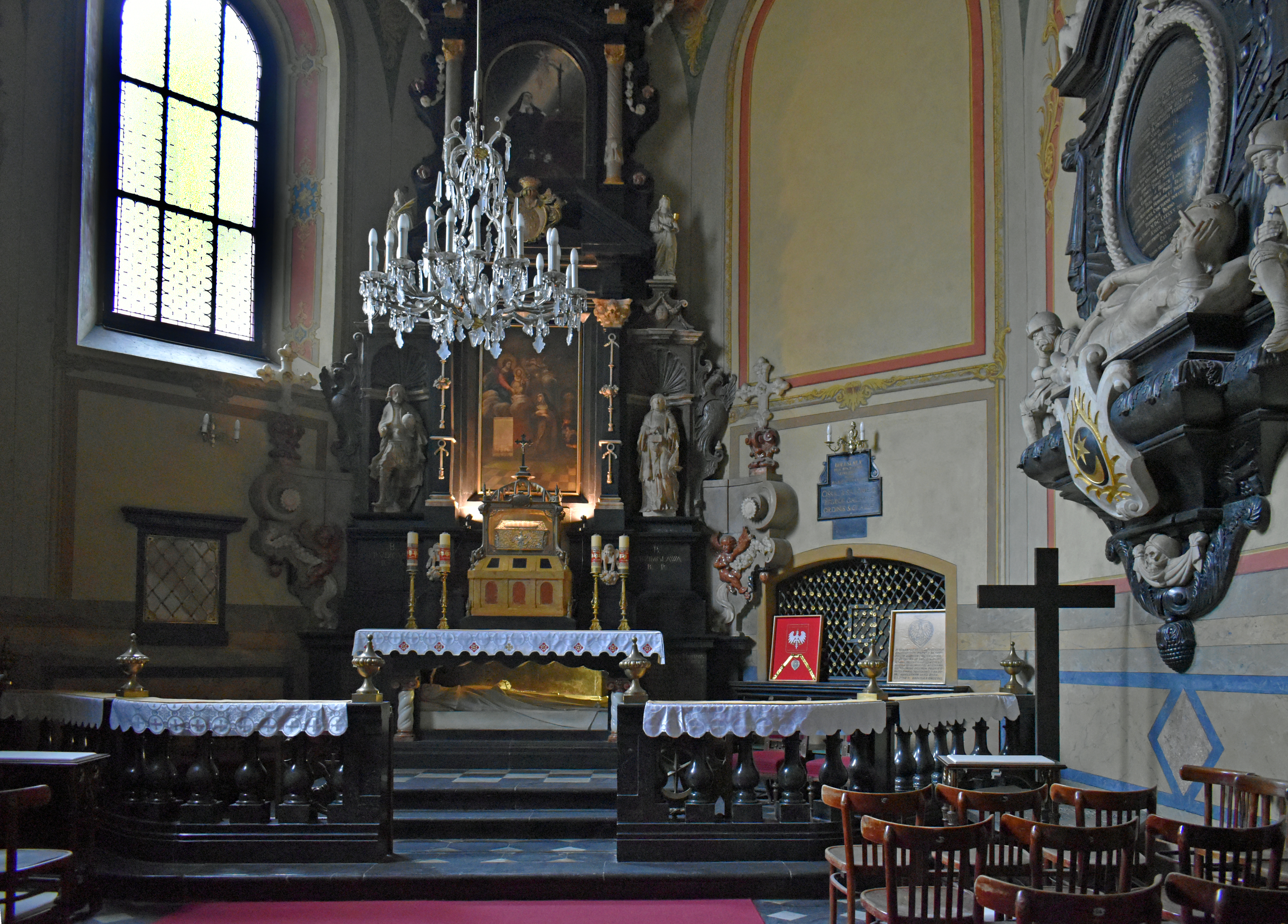
Kaplica bł. Salomei w kościele franciszkanów w Krakowie

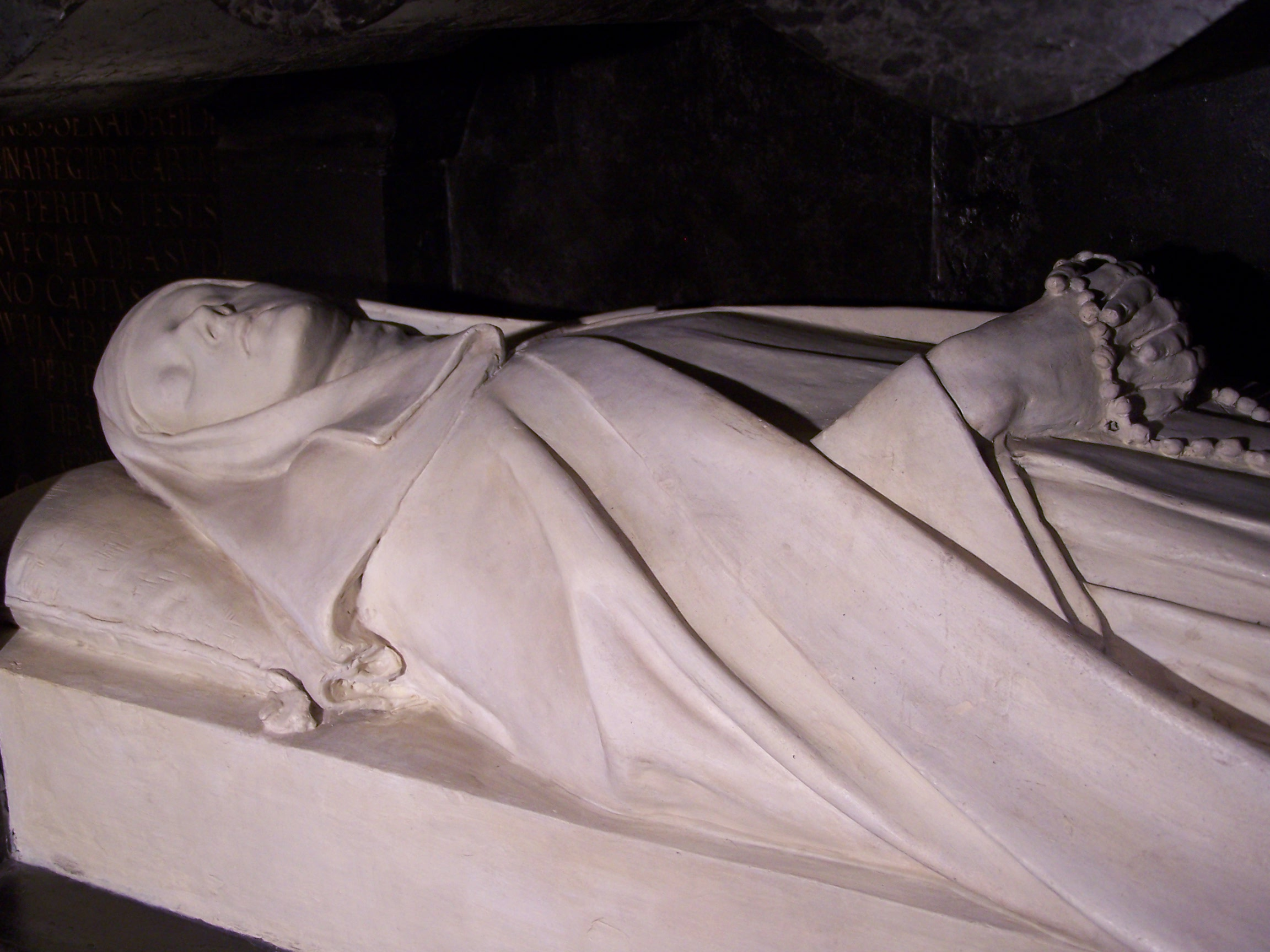
Rzeźba nagrobna bł. Salomei z kościoła franciszkanów w Krakowie, dłuta Stanisława Wójcika

Po jej beatyfikacji kaplicę ponownie odrestaurowano. Pokryto ją miedzią, a na szczycie dachu umieszczono złocistą koronę z gałką i krzyżem. Wcześniej, bo w 1671 o. Franciszek Marcinkowski OFMConv. ufundował nową trumienkę miedzianą (relikwiarz skrzynkowy) ze srebrnymi ornamentami, trybowanym orłem oraz symbolicznymi figurkami. Po pożarze kościoła franciszkanów w 1850 kaplicę tę ponownie odnowiono. Pod mensą umieszczono leżącą marmurową postać bł. Salomei dłuta Stanisława Wójcika.
Warto dodać, że w 2011 odpowiadając na prośbę s. Barbary Dragon OSC, ksieni klasztoru Sióstr Klarysek w Krakowie, po uprzednim otrzymaniu Instrukcji Kongregacji Spraw Kanonizacyjnych, kard. Stanisław Dziwisz powołał Komisję w celu kanonicznych oględzin i pobrania jej relikwii, czczonych w relikwiarzach w tymże klasztorze. Dokonano ich oczyszczenia, pobrano cząstki kości do nowych relikwiarzy i nałożono nowe lakowe pieczęcie Krakowskiej Kurii Metropolitalnej.

## Upamiętnienie

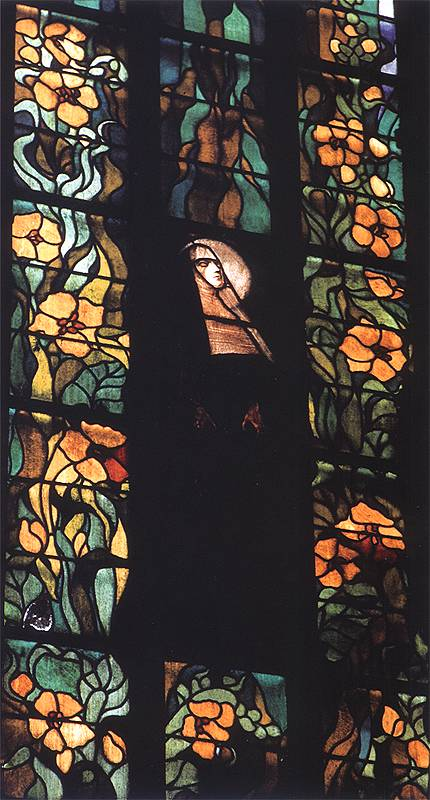
Witraż bł. Salomei z kościoła franciszkanów w Krakowie,
(proj. Stanisława Wyspiańskiego)

- W kościele franciszkanów w Krakowie poza jej kaplicą, gdzie spoczywają jej doczesne szczątki, znajduje się duża, mosiężna płyta na posadzce prezbiterium na wprost ołtarza głównego. Znajduje się ona nad kryptą, gdzie w latach 1269–1630 pierwotnie spoczywała. Ponadto w kościele znajduje się poświęcony jej witraż wykonany wg projektu Stanisława Wyspiańskiego[46].
- W kościele św. Andrzeja w Krakowie jeden z bocznych ołtarzy jest jej poświęcony[47]. Ponadto znajduje się tu wiele malowideł i obrazów związanych z jej życiem[47]. W chórze zakonnym jest ołtarzyk, na którym umieszczono jej część relikwii[47]. Ponadto klasztor jest w posiadaniu m.in. jej włosiennicy, różańca, odręcznego testamentu, graduału późnoromańskiego z XIII wieku, pisanego na pergaminie[47][20]. Cenną pamiątką po niej jest mozaika z XII wieku, ułożona z kolorowych kamyczków na wosku z wizerunkiem Matki Bożej[47]. Na szafach zakrystyjnych w kapitularzu znajduje się kolekcja 24 obrazów z jej życia, które ufundowała ksieni s. Ludwika Zamoyska OSC w 1690[47].
- Powstało wiele modlitw ku jej czci oraz około 35 pieśni[48]. Ułożono specjalne godzinki i litanię[48]. Specjalną cześć oddają jej w konwencie siostry klaryski 6 marca (odnalezienie relikwii) oraz – po reformie kalendarza liturgicznego – 19 listopada (wspomnienie liturgiczne)[48].
- W Grodzisku znajduje się tzw. Pustelnia błogosławionej Salomei, budynek w rzucie zbliżonym do kwadratu, m.in. z kamiennym łóżkiem oraz ołtarzykiem bł. Salomei, przy którym – według tradycji – się modliła[49]. W 1689 ks. Sebastian Piskorski nazwał skałę wydobywaną w niewielkim łomie na wschodnim zboczu Doliny Prądnika, w południowej części wzgórza Grodzisko, na którym wzniesiono Pustelnię bł. Salomei „Marmurem bł. Salomei”, unikatowym kamieniarskim materiałem zdobniczym[50].
- W Muzeum Okręgowym im. Leona Wyczółkowskiego w Bydgoszczy znajduje się obraz malowany w 1837 przez Maksymiliana Piotrowskiego z wizerunkiem błogosławionej[51]
- W 1889 we Lwowie utworzono Towarzystwo bł. Salomei, którego celem były uczynki miłosierdzia, opieka i pomoc wdowom[52]. W kościele Polskiej Parafii Personalnej w Budapeszcie przy ulicy Óhegy utca 11 (węg. Lengyel nemzetiségi templom) znajduje się witraż jej poświęcony[53][54].
- 18 listopada 2012 dekretem biskupa kieleckiego Kazimierza Ryczana utworzono kościół Wniebowzięcia Najświętszej Maryi Panny i św. Józefa Robotnika w Ojcowie-Grodzisku diecezjalnym sanktuarium Salomei Piastówny[55]. W sanktuarium tym znajduje się ozdobiony koralami relikwiarz z cząstką jej kości. Od 2012 z inicjatywy Rady Parafialnej kościoła św. Jana Chrzciciela, akceptacji władz miasta oraz zgodzie Kongregacji ds. Kultu Bożego i Dyscypliny Sakramentów z Rzymu stała się ona patronką Zawichostu[56]. Ponadto od 5 czerwca 2017 dekretem tej Kongregacji została ogłoszona patronką miasta Skały[57]. Od 2012 na wniosek społeczności gimnazjum, uchwałą Rady Miasta w Skale została ona patronką tamtejszego gimnazjum (od 2017 szkoły podstawowej nr 2)[58].
- 24 września 2013 w Żukowie z siedzibą w Kartuzach utworzono z inicjatywy Teresy Dyl-Sosnowskiej fundację „Ocalić Źródło” im. bł. Salomei, której celem jest działalność na rzecz szeroko rozumianej ekologii i ochrony środowiska[59].
- W sześciu miejscowościach w Polsce, a mianowicie w: Częstochowie[60], Głogowie[61], Leszczach[62], Skale[63], Szczecinie[64] i Zielonej Górze[65] jedną z ulic nazwano jej imieniem
- Decyzją konwentu klarysek z ksieni s. Joanną Długą OSC, okres od 19 listopada 2017 do 19 listopada 2018 ustanowiono czasem szczególnego roku jubileuszowego przed uroczystościami 750. rocznicy jej śmierci[66]. Z tej okazji każdego 19. dnia miesiąca w klasztorze krakowskim trwała specjalna nowenna przed tymi uroczystościami[66][67]. W roku jubileuszowym konwent sióstr klarysek odwiedził 11 marca 2018 prezydent Polski Andrzej Duda[68]. 29 lipca 2018 (w roku jubileuszowym) cząstka relikwii bł. Salomei została przekazana przez siostry klaryski do kościoła Najświętszej Maryi Panny Gwiazdy Nowej Ewangelizacji i św. Jana Pawła II w Toruniu, które jest związane z Radiem Maryja[69].